# Jan Żukowski (polityk)
Jan Żukowski (ur. 27 maja 1946 w Domasłowie) – polski polityk, samorządowiec, poseł na Sejm PRL X kadencji.

## Życiorys
Ukończył w 1964 technikum rolnicze. Był prezesem Spółdzielczego Gospodarstwa Rolnego. W 1970 wstąpił do Zjednoczonego Stronnictwa Ludowego, zasiadał w jego Naczelnym Komitecie. W 1989 został wybrany na posła na Sejm kontraktowy, w okręgu krzyckim. W trakcie kadencji zasiadał w Komisji Mniejszości Narodowych i Etnicznych i w Komisji Nadzwyczajnej do Zbadania Działalności Ministerstwa Spraw Wewnętrznych, na koniec należał do Klubu Polskiego Stronnictwa Ludowego.
Po zakończeniu pracy w parlamencie kierował Dolnośląską Izbą Rolniczą. W trakcie IV kadencji samorządu objął urząd wójta gminy Żórawina. W wyborach w 2006, 2010, 2014 i 2018 był wybierany na kolejne kadencje. W 2024 nie uzyskał reelekcji.
W 1985 został odznaczony Złotym Krzyżem Zasługi.